# Периер
Периер (на гръцки: Περιήρης, Perieres) е в древногръцката митология цар на Спарта през 13 век пр.н.е.
Син е на Кинортей. Внук е на Амикъл и Диомеда, дъщеря на Лапит от Лапитите.
Баща е на Ойбал. Наследява го на трона син му Ойбал (Oibalos), който е баща на Икарий, тъстът на Одисей.